# Pierre Durand (pasteur)
Pour les articles homonymes, voir Pierre Durand et Durand.
Pierre Durand, né le 12 septembre 1700 à Pranles et mort exécuté le 22 avril 1732 à Montpellier, est un pasteur protestant français.

## Biographie

### Famille et jeunesse
Pierre Durand est né au hameau du Bouschet, dans la commune de Pranles en Vivarais. Son père Étienne Durand (1657-1749) est greffier consulaire, et sa mère s'appelait Claudine Gamonet (1670-1726). Il est le frère aîné de Marie Durand (1711-1776), qui sera emprisonnée dans la Tour de Constance à Aigues-Mortes, de 1730 à 1768. Leur père Étienne est lui-même emprisonné au fort de Brescou, à Agde, de 1729 à 1743.
Il est ondoyé par le curé de Pranles deux jours après sa naissance, et doit suivre une instruction catholique, en vertu de la révocation de l'Édit de Nantes. Pierre Durand fait aussi « quelques études » à Privas, comme clerc de notaire.
Marié à Anne Rouvier, Pierre Durand a eu trois enfants, dont une fille morte à l'âge de deux ans.

### Pasteur du désert
Pierre Durand fait la connaissance d'Antoine Court, qui a réorganisé les Églises réformées clandestines à partir de 1715. Comme lui, il part en Suisse où il reçoit une formation pastorale au séminaire de Lausanne. Revenu en Vivarais, il échappe aux soldats le 29 janvier 1719 au ravin de Navalet, puis à une arrestation à domicile. Il célèbre les baptêmes et bénit les mariages au Désert, à partir de 1722. Il est consacré pasteur le 17 mai 1726, au synode de Craux près de Saint-Pierreville. Il se déplace à cheval pour son ministère, « par serres et par vallats » ; sa tête est mise à prix pour 4 000 livres.

### Arrestation et exécution
Il est arrêté le 12 février 1732 entre Vernoux et Saint-Jean-Chambre. Au capitaine qui lui demande : « Êtes-vous Monsieur Durand ? », il répond : « Je le suis et je connais aujourd'hui que mon heure est venue pour passer de ce monde au Père des esprits ». Conduit à Vernoux, puis à Tournon, il est amené à Montpellier, siège de l'intendance de Languedoc, où il est interrogé à partir du 17 mars. À son collègue Fauriel-Lassagne, il écrit : « ma course sera bientôt finie, Dieu aidant, dans peu de temps je scellerai l'Évangile que j'ai prêché ». Lors de son interrogatoire, il dit qu'il « souhaitait que Dieu voulût bien lui faire la grâce de le soutenir jusqu'à la fin ». Pierre Durand est pendu le 22 avril 1732, après avoir chanté un psaume, et mourant « sans aucune contorsion ou résistance ». Selon le cardinal Fleury, « on ne pouvait guère se dispenser de faire cet exemple ».

## Hommage
En 1932, la maison familiale de Pierre Durand au Bouschet de Pranles a été aménagée en musée du Vivarais protestant.